# Vremja pečali eščё ne prišlo
Vremja pečali eščё ne prišlo (Время печали ещё не пришло) è un film del 1995 diretto da Sergej Sel'janov.

## Trama
Il film si svolge in un insediamento, in cui una persona appare improvvisamente e si definisce un Geometra, dopo di che gli abitanti del villaggio si disperdono improvvisamente e alla vigilia dell'era dell'Acquario si riuniscono di nuovo.